# Lillebil Ibsen
Lillebil Ibsen (født Sofie Parelius Monrad-Krohn, 6. august 1899 i Oslo, død 22. august 1989 smst) var en norsk skuespiller og balletdanser. Hun var fra 1918 gift med regissøren Tancred Ibsen.
Lillebil Christensen (som hun kaldte sig før ægteskabet med Ibsen) var elev af sin moder Gyda Christensen og af Emilie Walbom, senere også af Michail Fokin. Hun debuterede 1911 og foretog derefter såvel alene som med sin trup turneer i Tyskland, Storbritannien og USA. 1915-18 var hun ansat hos Max Reinhardt og sammen med ham besøgte hun Stockholm 1917, hvor hun havde stor succes i Miraklet.
Hun er begravet sammen med sin mand og sine svigerforældre på Vår Frelsers gravlund i Oslo.